# Ghostface Killah

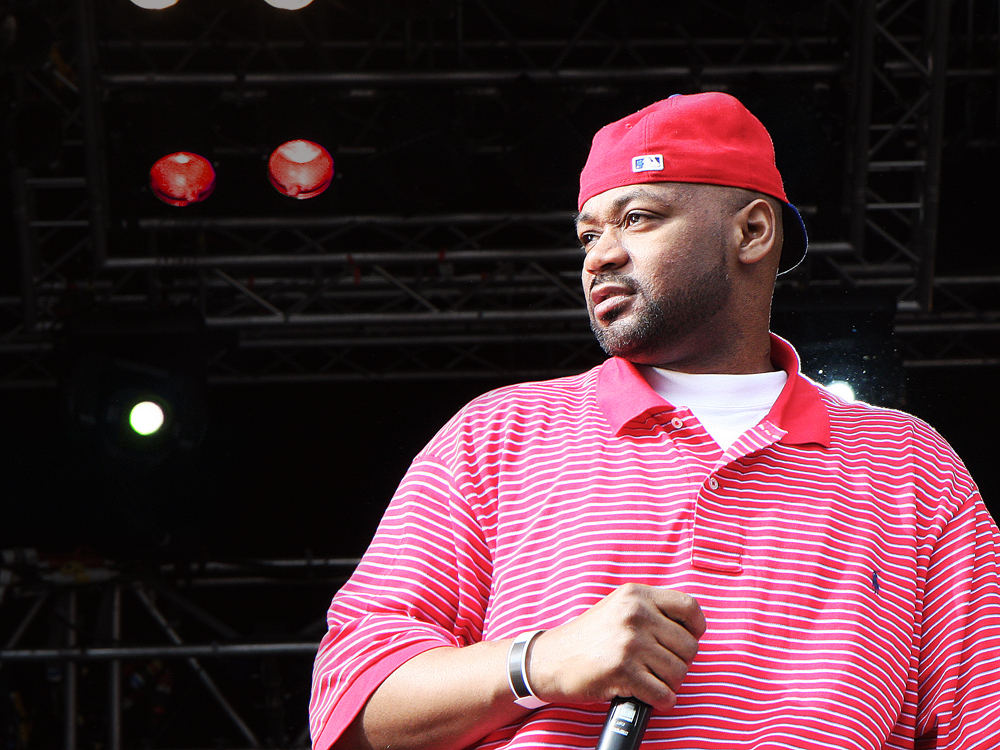
Ghostface Killah 2010.

Dennis Coles, född 9 maj 1970 på Staten Island i New York, mer känd under artistnamnet Ghostface Killah, är en amerikansk rappare och en av ursprungsmedlemmarna i hiphopkollektivet Wu-Tang Clan. Sitt artistnamn har han fått från en av brottslingarna i filmen Ninja Checkmate (också känd som The Mystery of Chess Boxing). Efter Wu-Tang Clans framgångar i början av 1990-talet påbörjade Ghostface, precis som de flesta andra medlemmarna, en solokarriär.
I början av sin karriär bar Ghostface alltid mask under uppträdanden och fotograferingar.

## Alias
- Ghost Deini
- Ironman (från seriefiguren Iron Man)
- Pretty Toney
- Tony Starks (från seriefiguren Iron Man)
- Wally Champ (efter en Clark Wallabe-sko)
- Starkey Love
- Clyde Smith
- GFK
- Kyle Gutierrez
- Fat Ghost

## Diskografi

### Studioalbum
- 1996 – Ironman
- 2000 – Supreme Clientele
- 2001 – Bulletproof Wallets
- 2004 – The Pretty Toney Album
- 2006 – Fishscale
- 2006 – More Fish
- 2007 – The Big Doe Rehab
- 2009 – Ghostdini: Wizard of Poetry in Emerald City
- 2010 – Apollo Kids
- 2013 – Twelve Reasons to Die
- 2014 – 36 Seasons
- 2015 – Twelve Reasons to Die II
- 2019 – Ghostface Killahs

### Samarbeten
- 2005 – Put It on the Line (med Trife da God)
- 2010 – Wu-Massacre (med Method Man och Raekwon)
- 2012 – Wu Block (med Sheek Louch)
- 2015 – Hidden Gems (med Sheek Louch)
- 2015 – Sour Soul (med BADBADNOTGOOD)
- 2018 – The Lost Tapes (med Big Ghost Ltd.)
- 2019 – Czarface Meets Ghostface (med Czarface)